# Hino Ranger
Hino Ranger — семейство среднетоннажных грузовых автомобилей производства Hino Motors, серийно выпускаемых с 1969 года.
Основными конкурентами в Японии являются Isuzu Forward, Nissan Diesel/UD Trucks Condor и Mitsubishi Fuso Fighter.

## История и технические характеристики моделей
Hino Ranger KL являлся заменой модели Toyota Massy Dyna, снятой с производства в 1979 году. В Австралии он был известен как Toyota KL300.
В 1982 году компании Ford Motor Company и Hino Motors подписали соглашение о выпуске на австралийском и новозеландском рынках грузовиков Ford N, являющихся заменой Ford D. Сделка длилась 15 лет.
С 1988 по 1998 год семейство Ranger выпускалось по лицензии Kia Motors и продавалось как первое поколение Kia Rhino в Южной Корее.
В Индонезии Hino Ranger были известны как Super Ranger, FL и FM-Jumbo Ranger. У них были двухконтурные силовые тормоза, наклонное рулевое колесо и дизельный двигатель мощностью 175 л. с.
В Северной Америке Hino продолжал использовал номера моделей вместо названия Ranger для среднетоннажного грузовика собственного производства. Исходными моделями были FD2218, FD2218LP, FE2618, FF3018, FF3020, SG3320, SG3323 и SG3325.